# San Juan de los Dolores
San Juan de los Dolores är en ort i Mexiko.   Den ligger i kommunen Arteaga och delstaten Coahuila, i den centrala delen av landet, 700 km norr om huvudstaden Mexico City. San Juan de los Dolores ligger 2 433 meter över havet och antalet invånare är 385.
Terrängen runt San Juan de los Dolores är kuperad åt nordväst, men åt sydost är den bergig. Runt San Juan de los Dolores är det glesbefolkat, med 9 invånare per kvadratkilometer. Närmaste större samhälle är El Tunal, 5,3 km väster om San Juan de los Dolores. I omgivningarna runt San Juan de los Dolores växer huvudsakligen savannskog.